# Derek Bell (pilota automobilistico)
Derek Reginald Bell (Pinner, 31 ottobre 1941) è un ex pilota automobilistico britannico.
Nominato MBE nel 1986 per meriti sportivi, attualmente è commentatore dei Gran Premi di Formula 1 per la televisione americana ESPN.

## Gli esordi

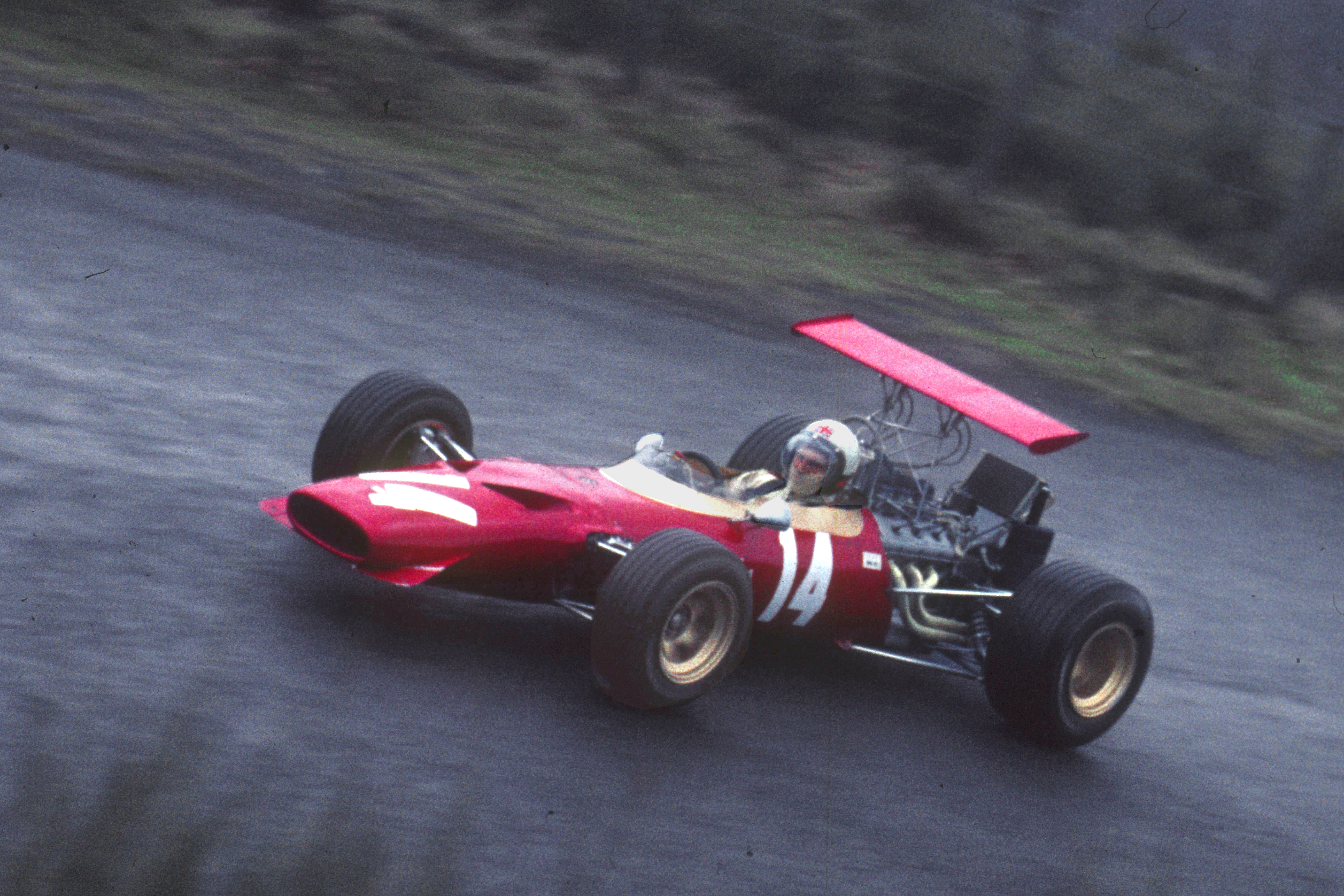
1969: Derek Bell sulla Ferrari Dino 166 F2.

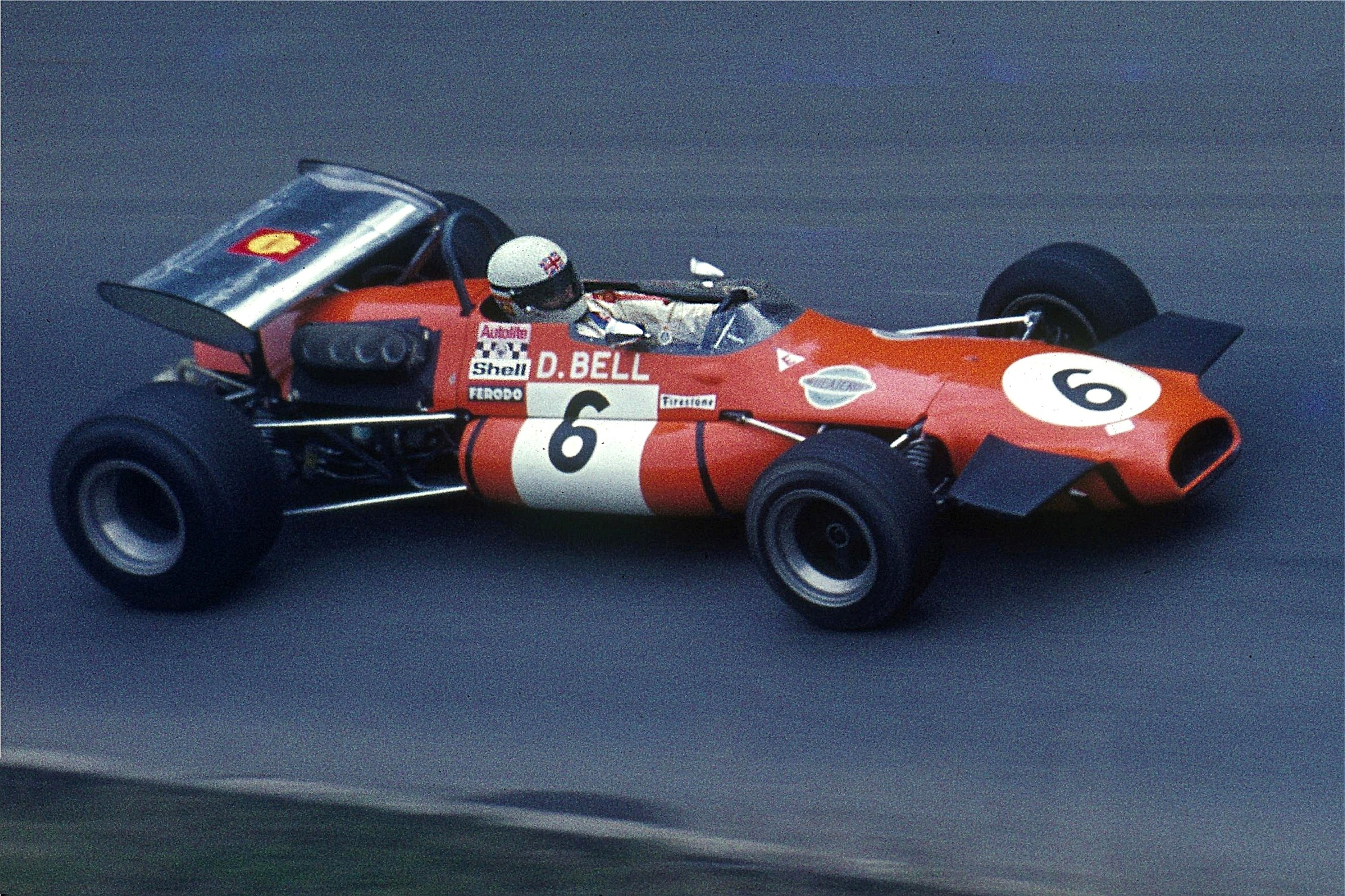
1970: Derek Bell sulla Brabham in Formula 2

Debuttò nel 1964 con una Lotus Seven, per poi passare alla Formula 3 l'anno successivo, cogliendo la prima vittoria nel 1966 a Goodwood e ottenendone altre 7 nel 1967. Sale in Formula 2 nel 1968, dove si fa notare dalla Scuderia Ferrari, che gli affida la Dino 166 affiancandolo a Ernesto Brambilla, Andrea De Adamich e Jacky Ickx (che però, per regolamento, non prende punti validi per il titolo europeo piloti).

Nel 1969 la Ferrari si defila dal campionato durante l'anno e Bell conclude la stagione con la Brabham BT30 - Cosworth FVA della Frank Williams Racing Cars, concludendo al quinto posto. Con una vettura uguale gestita dal Wheatcroft Racing, dopo una combattutissima stagione risoltasi solo alla penultima gara, è vicecampione europeo di Formula 2 nel 1970, alle spalle di Clay Regazzoni, raggiungendo poi la massima categoria delle monoposto.
Ma più che per la sua attività di pilota da Formula 1, limitata alla partecipazione a 9 Gran Premi senza risultati di rilievo, Bell è noto agli appassionati per la sua abilità di guida delle vetture a ruote coperte, categoria in cui si cimenta a partire dal 1970, ma che lo assorbe completamente a partire dal 1971.

## Le vetture Sport prototipo

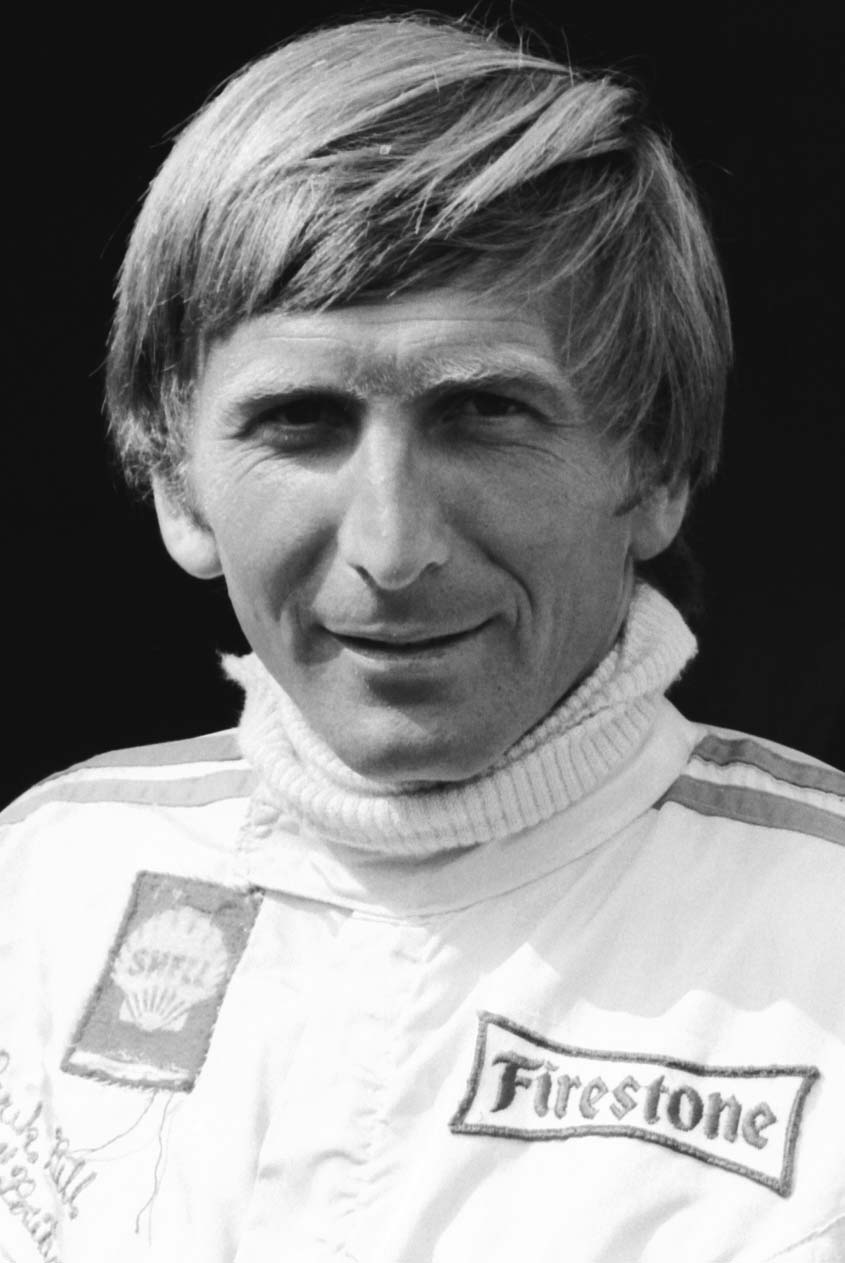
Derek Bell (1970)

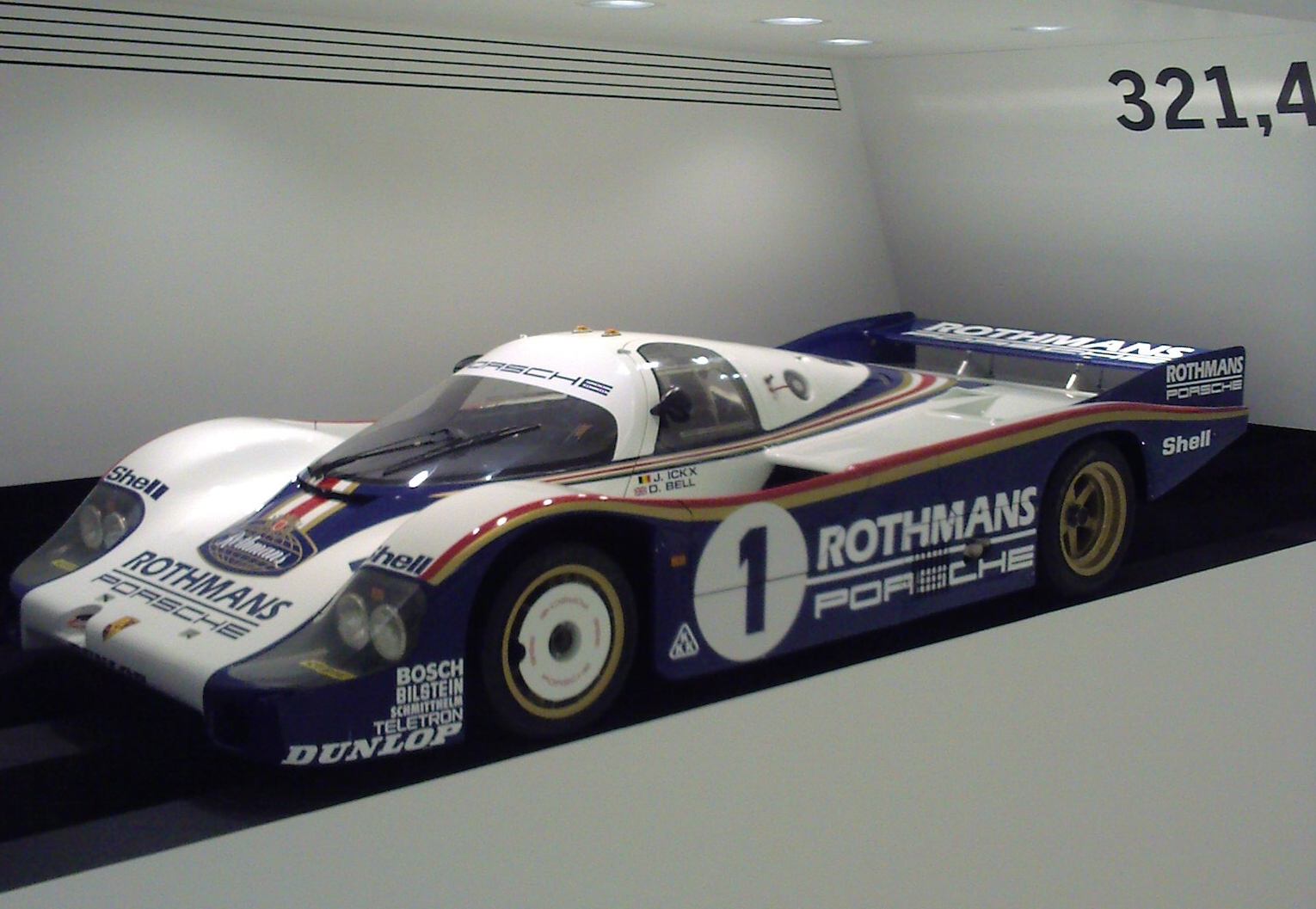
La Porsche 956 con cui Bell e Ickx vinsero a Le Mans nel 1982

Ha partecipato a molte edizioni del Campionato Mondiale Sportprototipi, fin da quando esso non assegnava ancora il titolo piloti (ma solo quello costruttori), debuttando alla 1000 km di Spa del 1970, ma fece di questa categoria il suo impegno principale a partire dall'anno successivo, quando fu ingaggiato da John Wyer per pilotare le Porsche 917 della sua scuderia dalla caratteristica livrea azzurro-arancio della Gulf Oil Corporation.
Con la squadra inglese, nel frattempo riorganizzatasi come Gulf Research Racing Company Ltd., Bell fu uno degli artefici della prima vittoria di una vettura motorizzata Ford Cosworth DFV alla 24 Ore di Le Mans, avvenuta nel 1975 dopo tre anni di sforzi e che gli addetti ai lavori ritenevano improbabile.
Bell ha guidato spesso vetture gestite da squadre ufficiali, facendo frequentemente coppia con un altro pilota velocissimo e tra i migliori interpreti delle gare di durata: il belga Jacky Ickx; l'aver avuto a disposizione le migliori risorse gli ha permesso di conquistare il titolo piloti nel 1985 e nel 1986 e ottenendo in particolar modo 5 vittorie alla 24 Ore di Le Mans, di cui quattro a bordo di vetture Porsche (936, 956 e 962). La sua lunga permanenza nel team Porsche che lo ha visto sempre sul podio a Le Mans dal 1981 al 1988, tranne nel 1984, quando la Casa di Stoccarda non partecipò alla gara per protesta contro la Federazione Internazionale dello Sport Automobilistico, che aveva annunciato un repentino cambio regolamentare che ne avrebbe ridotto il margine sulla concorrenza.
Negli anni ottanta ha parallelamente partecipato anche al Campionato IMSA negli Stati Uniti d'America principalmente con le scuderie Bob Akin Motor Racing, Al Holbert Racing e MOMO, diventando vicecampione nel 1985, giungendo 3º nel 1984 e nel 1986 e dove, pilotando una Porsche 962, ha vinto 3 volte la 24 Ore di Daytona (1986, 1987 e 1989).

## Gli ultimi anni
Ha terminato la sua carriera di pilota all'età di 52 anni disputando negli Stati Uniti il suo ultimo campionato IMSA nel 1993 con il Team MOMO di Giampiero Moretti e la sua Nissan NPT 90, con cui arrivò 2º a Sebring e colse il 4º posto finale. Bell preferiva correre nelle gare di quel campionato perché ne apprezzava il regolamento, che non imponeva limiti al consumo che forzassero il pilota a limitare il suo agonismo.
Dopo aver disputato quest'ultima stagione completa si è dedicato solo alle grandi gare di durata a Le Mans, Daytona e Sebring, gareggiando spesso con team privati e cogliendo come miglior risultato ancora il secondo posto a Sebring nel 1994 con la Spice SE89P e nel 1995 con la Spice SE90, la vittoria di classe con la Porsche 911 GT2 Evo sempre a Sebring nel 1996 e il terzo posto a Le Mans nel 1995 con la McLaren F1 GTR, in questa occasione condividendo la vettura con il figlio Justin e il connazionale Andy Wallace, anch'egli specialista nelle gare di durata.

### Risultati alla 24 Ore di Le Mans
| Anno | Squadra | Vettura | Copiloti | Risultato | Note |
| ---- | --- | --- | --- | --- | --- |
| 1970 | Scuderia Ferrari | Ferrari 512 S | Ronnie Peterson | Ritirato | valvola rotta |
| 1971 | J.W. Automotive Engineering Ltd.                                                                                    | Porsche 917 LH | Jo Siffert | Ritirato | Albero a gomiti |
| 1972 | Ecurie Francorchamps                                                                                                | Ferrari 365 GTB/4                                                                                                   | Teddy Pilette Richard Bond                                                                                          | Ritirato | Albero a gomiti |
| 1973 | Gulf Research Racing Company Ltd.                                                                                   | Mirage M6 | Howden Ganley | Ritirato | Perdita d'olio |
| 1974 | Gulf Research Racing Company Ltd.                                                                                   | Mirage GR7 | Mike Hailwood | 4º | |
| 1975 | Gulf Research Racing Company Ltd.                                                                                   | Gulf GR8 | Jacky Ickx | 1º | pole position |
| 1976 | Grand Touring Cars Inc.                                                                                             | Mirage GR8 | Vern Schuppan | 5º | |
| 1977 | Equipe Renault ELF                                                                                                  | Renault Alpine A442                                                                                                 | Jean-Pierre Jabouille                                                                                               | Ritirato | Motore rotto |
| 1978 | Equipe Renault ELF                                                                                                  | Renault Alpine A442                                                                                                 | Jean-Pierre Jarier                                                                                                  | Ritirato | Differenziale rotto                                                                                                 |
| 1979 | Grand Touring Cars Ltd. Ford Concessionnaires France                                                                | Mirage M10 | David Hobbs Vern Schuppan                                                                                           | Ritirato | Motore, frizione e cambio rotti                                                                                     |
| 1980 | Porsche System | Porsche 924 Carrera GT                                                                                              | Brian Redman Al Holbert                                                                                             | 13º | |
| 1981 | Porsche System | Porsche 936/81 | Jacky Ickx | 1º | pole position |
| 1982 | Porsche System | Porsche 956 | Jacky Ickx | 1º | pole position |
| 1983 | Rothmans Porsche | Porsche 956 | Jacky Ickx | 2º | pole position |
| 1984 | La Porsche non partecipa alla gara per protesta contro la Federazione Internazionale dello Sport Automobilistico    | La Porsche non partecipa alla gara per protesta contro la Federazione Internazionale dello Sport Automobilistico    | La Porsche non partecipa alla gara per protesta contro la Federazione Internazionale dello Sport Automobilistico    | La Porsche non partecipa alla gara per protesta contro la Federazione Internazionale dello Sport Automobilistico    | La Porsche non partecipa alla gara per protesta contro la Federazione Internazionale dello Sport Automobilistico    |
| 1985 | Rothmans Porsche | Porsche 962 C | Hans-Joachim Stuck                                                                                                  | 3º | pole position |
| 1986 | Rothmans Porsche | Porsche 962 C | Hans-Joachim Stuck Al Holbert                                                                                       | 1º | |
| 1987 | Rothmans Porsche | Porsche 962 C | Hans-Joachim Stuck Al Holbert                                                                                       | 1º | |
| 1988 | Rothmans Porsche | Porsche 962 C | Hans-Joachim Stuck Klaus Ludwig                                                                                     | 2º | |
| 1989 | Richard Lloyd Racing                                                                                                | Porsche 962 C | James Weaver Tiff Needell                                                                                           | ritirato | incendio |
| 1990 | Joest Porsche Racing                                                                                                | Porsche 962 C | Frank Jelinski Hans-Joachim Stuck                                                                                   | 4º | |
| 1991 | Konrad Motorsport                                                                                                   | Porsche 962 C | Frank Jelinski Hans-Joachim Stuck                                                                                   | 7º | |
| 1992 | ADA Engineering | Porsche 962 C | Justin Bell Tiff Needell                                                                                            | 12º | |
| 1993 | Courage Compétition                                                                                                 | Courage C30LM-Porsche                                                                                               | Lionel Robert Pascal Fabre                                                                                          | 10º | |
| 1994 | Gulf Oil Racing | Kremer K8 | Jürgen Lässig Robin Donovan                                                                                         | 6º | |
| 1995 | Harrods Mach One Racing                                                                                             | McLaren F1 GTR | Andy Wallace Justin Bell                                                                                            | 3º | |
| 1996 | Harrods Mach One Racing                                                                                             | McLaren F1 GTR | Andy Wallace Olivier Grouillard                                                                                     | 6º | |
| 1997 | Iscritto dalla Newcastle United Lister Storm per la sua Lister Storm GTL, non guida la vettura nemmeno nelle prove. | Iscritto dalla Newcastle United Lister Storm per la sua Lister Storm GTL, non guida la vettura nemmeno nelle prove. | Iscritto dalla Newcastle United Lister Storm per la sua Lister Storm GTL, non guida la vettura nemmeno nelle prove. | Iscritto dalla Newcastle United Lister Storm per la sua Lister Storm GTL, non guida la vettura nemmeno nelle prove. | Iscritto dalla Newcastle United Lister Storm per la sua Lister Storm GTL, non guida la vettura nemmeno nelle prove. |
| 1998 | Iscritto dalla Pilot Racing per la sua Ferrari 333SP insieme al francese Michel Ferté, la squadra non partecipa.    | Iscritto dalla Pilot Racing per la sua Ferrari 333SP insieme al francese Michel Ferté, la squadra non partecipa.    | Iscritto dalla Pilot Racing per la sua Ferrari 333SP insieme al francese Michel Ferté, la squadra non partecipa.    | Iscritto dalla Pilot Racing per la sua Ferrari 333SP insieme al francese Michel Ferté, la squadra non partecipa.    | Iscritto dalla Pilot Racing per la sua Ferrari 333SP insieme al francese Michel Ferté, la squadra non partecipa.    |

## Risultati in F1
| 1968 | Scuderia | Vettura |  |  |  |  |  |  |  |  |     |  |     |  |  |  |  | Punti | Pos. |
| ---- | -------- | ------- |  |  |  |  |  |  |  |  | --- |  | --- |  |  |  |  | ----- | ---- |
| 1968 | Ferrari  | 312 F1  |  |  |  |  |  |  |  |  | Rit |  | Rit |  |  |  |  | 0     |      |

| 1969 | Scuderia | Vettura |  |  |  |  |  |     |  |  |  |  |  |  |  |  |  | Punti | Pos. |
| ---- | -------- | ------- |  |  |  |  |  | --- |  |  |  |  |  |  |  |  |  | ----- | ---- |
| 1969 | McLaren  | M9A     |  |  |  |  |  | Rit |  |  |  |  |  |  |  |  |  | 0     |      |

| 1970 | Scuderia               | Vettura   |  |  |  |     |  |  |  |  |  |  |  |   |  |  |  | Punti | Pos. |
| ---- | ---------------------- | --------- |  |  |  | --- |  |  |  |  |  |  |  | - |  |  |  | ----- | ---- |
| 1970 | Tom Wheatcroft Surtees | BT26A TS7 |  |  |  | Rit |  |  |  |  |  |  |  | 6 |  |  |  | 1     | 25º  |

| 1971 | Scuderia | Vettura |  |  |  |  |  |     |  |  |  |  |  |  |  |  |  | Punti | Pos. |
| ---- | -------- | ------- |  |  |  |  |  | --- |  |  |  |  |  |  |  |  |  | ----- | ---- |
| 1971 | Surtees  | TS9     |  |  |  |  |  | Rit |  |  |  |  |  |  |  |  |  | 0     |      |

| 1972 | Scuderia | Vettura |  |  |  |  |  |  |  |     |  |    |  |     |  |  |  | Punti | Pos. |
| ---- | -------- | ------- |  |  |  |  |  |  |  | --- |  | -- |  | --- |  |  |  | ----- | ---- |
| 1972 | Tecno    | PA123   |  |  |  |  |  |  |  | Rit |  | NQ |  | Rit |  |  |  | 0     |      |

| 1974 | Scuderia | Vettura |  |  |  |  |  |  |  |  |  |    |    |    |    |    |  | Punti | Pos. |
| ---- | -------- | ------- |  |  |  |  |  |  |  |  |  | -- | -- | -- | -- | -- |  | ----- | ---- |
| 1974 | Surtees  | TS16    |  |  |  |  |  |  |  |  |  | NQ | 11 | NQ | NQ | NQ |  | 0     |      |

| Legenda | 1º posto     | 2º posto | 3º posto    | A punti         | Senza punti/Non class.  | Grassetto – Pole position Corsivo – Giro più veloce |
| Legenda | Squalificato | Ritirato | Non partito | Non qualificato | Solo prove/Terzo pilota | Grassetto – Pole position Corsivo – Giro più veloce |